# Something to Live For: The Music of Billy Strayhorn
Something to Live For: The Music of Billy Strayhorn è un album di Art Farmer, pubblicato dalla Contemporary Music Records nel 1987. Il disco fu registrato il 14 e 15 gennaio 1987 al Secret Sound Studio di New York (Stati Uniti).

## Tracce
Lato A
1. Isfahan – 7:23 (T. Cohan, Duke Ellington, Billy Strayhorn)
2. Bloodcount – 5:57 (Billy Strayhorn)
3. Johnny Come Lately – 5:35 (Billy Strayhorn)

Lato B
1. Something to Live For – 6:04 (Duke Ellington, Billy Strayhorn)
2. Upper Manhattan Medical Group – 7:02 (Billy Strayhorn)
3. Raincheck – 6:41 (Billy Strayhorn)

Edizione CD del 1991, pubblicato dalla Contemporary Records
1. Isfahan – 7:25 (T. Cohan, Duke Ellington, Billy Strayhorn)
2. Blood Count – 6:08 (Billy Strayhorn)
3. Johnny Come Lately – 5:39 (Billy Strayhorn)
4. Something to Live For – 6:07 (Duke Ellington, Billy Strayhorn)
5. Upper Manhattan Medical Group – 7:07 (Billy Strayhorn)
6. Rain Check – 6:44 (Billy Strayhorn)
7. Day Dream – 5:12 (Duke Ellington, John Latouche, Billy Strayhorn) – Bonus Track[1]

## Musicisti
- Art Farmer - flicorno
- Clifford Jordan - sassofono tenore
- James Williams - pianoforte
- Rufus Reid - contrabbasso
- Marvin Smitty Smith - batteria